# Prades-sur-Vernazobre
Prades-sur-Vernazobre är en kommun i departementet Hérault i regionen Occitanien i södra Frankrike. Kommunen ligger i kantonen Saint-Chinian som tillhör arrondissementet Béziers. År 2022 hade Prades-sur-Vernazobre 369 invånare.

## Befolkningsutveckling
Antalet invånare i kommunen Prades-sur-Vernazobre
Referens:INSEE